# Calanthe engleriana
Calanthe engleriana är en orkidéart som beskrevs av Friedrich Fritz Wilhelm Ludwig Kraenzlin. Calanthe engleriana ingår i släktet Calanthe och familjen orkidéer.
Artens utbredningsområde är Papua Nya Guinea.

## Underarter
Arten delas in i följande underarter:
- C. e. brevicalcarata
- C. e. engleriana